# Ta Jana z Velké Ohrady
Pod uměleckým pseudonymem Ta Jana z Velké Ohrady (zkráceně též Ta Jana) se skrývá česká šansoniérka, skladatelka a textařka Jana Husáková (* 1968) spolu se svou stejnojmennou hudební skupinou. Její zvláštní umělecký pseudonym vymyslel v roce 1996 písničkář Pepa Nos, se kterým kdysi Jana Husáková také vystupovala, krom toho také vystupovala sólově, v roce 1996 až 1997 působila také v Divadle Semafor. Skupina „Ta Jana z Velké ohrady“ vznikla v roce 1996, členy tehdy byli Ta Jana (zpěv), Vendelín Tůma (klavír) a Roman Pluhař (bicí). V listopadu 2008 byla kapela přejmenována na zkrácený název „Ta Jana z ohrady“. "V únoru 2009, ve třináctém roce existence, se skupina ve zdraví a v míru rozešla."

## Složení kapelyTa Jana z Velké Ohrady
- Jana Husáková - zpěv, texty
- David Bidlo - klávesy a další hudební nástroje (fagot-hraje také v Hudebním divadle v Karlíně)
- David Pleva - viola a housle
- Přemysl Vágner - kontrabas

## Seznam vydaných alb
- Od půlnoci do tří, 1999
- Do půl těla,[4] 2002
- Pod prahem, 2006, Black Point